# Ліпова (гміна)
Гміна Ліпова (пол. Gmina Lipowa) — сільська гміна у південній Польщі. Належить до Живецького повіту Сілезького воєводства.
Станом на 31 грудня 2011 у гміні проживало 10222 особи.

## Територія
Згідно з даними за 2007 рік площа гміни становила 58.08 км², у тому числі:
- орні землі: 41.00%
- ліси: 52.00%

Таким чином, площа гміни становить 5.58% площі повіту.

## Населення
Станом на 31 грудня 2011:
| Опис     | Загалом | Загалом | Чоловіки | Чоловіки | Жінки | Жінки |
| -------- | ------- | ------- | -------- | -------- | ----- | ----- |
| одиниця  | осіб    | %       | осіб     | %        | осіб  | %     |
| все      | 10222   | 100     | 4934     | 48.27    | 5288  | 51.73 |
| міське   | 0       | 100     | 0        |          | 0     |       |
| сільське | 10222   | 100     | 4934     | 48.27    | 5288  | 51.73 |

## Сусідні гміни
Гміна Ліпова межує з такими гмінами: Бучковіце, Вісла, Живець, Лодиґовіце, Радзехови-Вепш, Щирк.